# Lytta vesicatoria
Lytta vesicatoria, conocida popularmente con el nombre de cantárida medicinal, y también en traducciones literales del inglés como mosca de España o mosca española, es un insecto coleóptero de la familia Meloidae.
Se usó en medicina hasta principios del siglo XX como vesicante. También se denominaba «cantárida» al producto resultante de la desecación del insecto y a la llaga que producía en la piel de los enfermos tratados con ella, mediante parches, por médicos españoles y de ahí el apelativo. Mide entre 1,25 y 1,9 cm de largo, siendo de color verde metalizado.

## Descripción
El insecto es de color verde esmeralda metalizado, su tamaño de 12,5 a 19,0 mm de largo y de 5 a 8 mm de ancho. Habita en ecosistemas cálidos y subtropicales. En Europa, bien extendida en sus regiones meridionales. En América existen más de 250 especies de la misma familia. Vive sobre las plantas de las familias Caprifoliaceae y Oleaceae: olivos, saúcos, fresnos, álamos, etc.

## Entomología aplicada
El extracto de cantárida se presentaba en polvo (obtenido mediante desecación y triturado), tintura o aceite y emplasto. Aunque sus efectos eran conocidos desde la antigüedad (el uso médico de este escarabajo parte de algunas descripciones que realizara Hipócrates), el principio activo de la cantárida, la cantaridina (C10 H12 O4), de la que contiene un 1 % aproximadamente, fue descubierto a principios del siglo XIX. En medicina se usaba principalmente por su poder vesicante para el tratamiento de ulceraciones de la piel, aplicando emplastos que supuestamente ayudaban a eliminar sus líquidos perniciosos. También se ha tratado con ella la alopecia y, por vía oral, se ha prescrito como diurético y contra la incontinencia urinaria. 

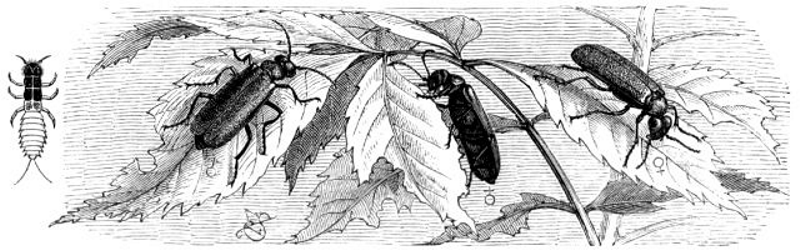
Ilustración antigua.

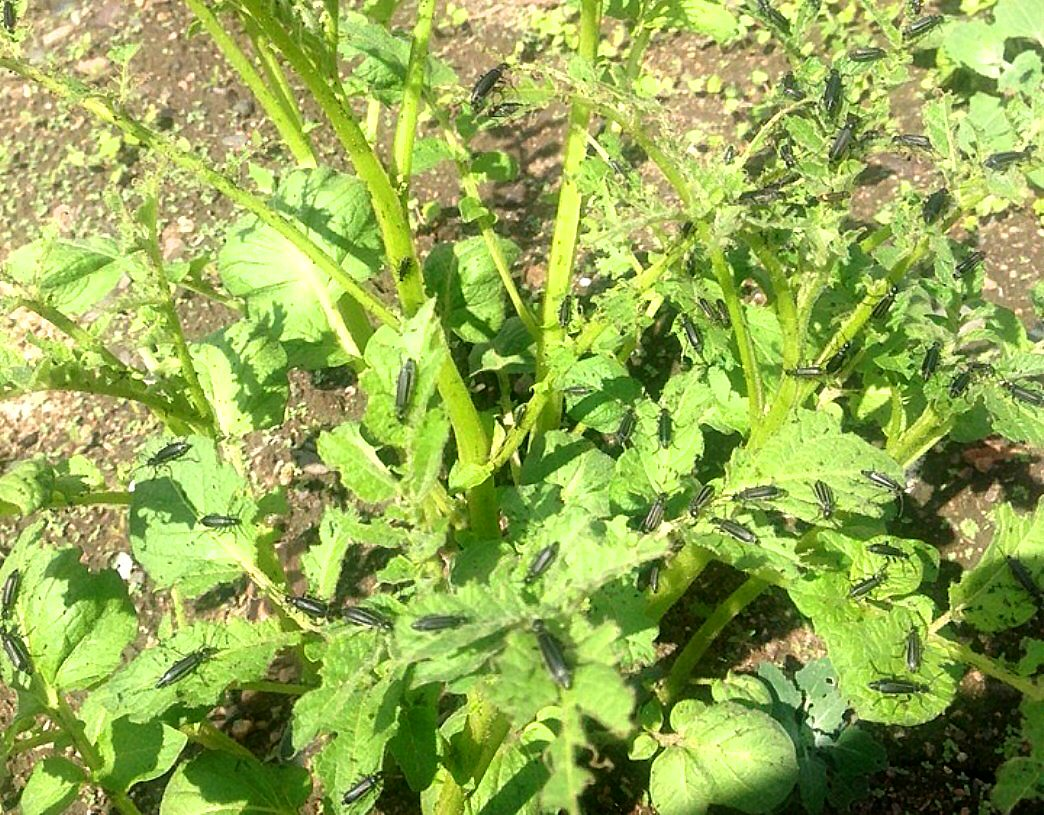
Lytta vesicatoria en Siberia

Aparte de los efectos vesicantes sobre la piel, tomada por vía oral afecta la mucosa gastrointestinal donde produce epigastralgia, náuseas, vómito y diarrea, y en el urotelio desde el riñón hasta la vejiga donde produce irritación intensa incluso hasta la retención urinaria y sangrado (hematuria). En pequeñas dosis únicamente producirían molestias urinarias acompañadas de priapismo. Este efecto secundario, la erección espontánea del pene, convirtió a la cantárida en el afrodisíaco de referencia hasta el siglo XVII cuando cayó en desuso dado el número de envenenamientos, con consecuencias mortales, que produjeron tales prácticas. Sólo a mediados del siglo XVIII volvería a estar de moda, cuando en Francia se la conoció como los caramelos Richelieu: “pastilles Richelieu”. También fue usada como abortivo, como estimulante (ya que otro de sus efectos es el de producir insomnio y una cierta agitación nerviosa), y directamente como veneno; en polvo, mezclada con la comida, puede pasar inadvertida. 
Para determinar si una muerte se había producido por los efectos de la cantárida se recurría a una prueba de vesicación. En concreto, una de esas pruebas consistía en frotar parte de las vísceras del fallecido, disueltas en aceite, sobre la piel afeitada de un conejo; la absorción de la cantaridina y su acción vesicante son tales que sus efectos se apreciaban en la piel del conejo.
El polvo de cantárida es de color marrón amarillento tirando a marrón aceituna con reflejos iridiscentes, de olor desagradable y sabor amargo, en contacto con la lengua puede apreciarse su acción vesicante.
Para su tratamiento se prescribían vomitivos y purgantes, pero nunca oleosos, dado la solubilidad de la cantaridina en el aceite. Por el contrario, la cantaridina es prácticamente insoluble en el agua. Una parte de cantaridina se disuelve en 30 000 o 15 000 (fría/hirviendo) partes de agua.

## Lytta vesiculariaen la literatura
La literatura moderna, de la mano de Gabriel García Márquez, nos ha dejado una referencia muy descriptiva de la aplicación de la cantárida y sus consecuencias. En su novela El general en su laberinto describe los últimos momentos de Simón Bolívar; un fragmento es el siguiente:

Temiendo una congestión cerebral, lo sometió a un tratamiento de vejigatorios para evacuar el catarro acumulado en la cabeza. Este tratamiento consistía en un parche de cantárida, un insecto cáustico que al ser molido y aplicado sobre la piel producía vejigas capaces de absorber los medicamentos. El doctor Révérend le aplicó al general moribundo cinco vejigatorios en la nuca y uno en la pantorrilla. Un siglo y medio después, numerosos médicos seguían pensando que la causa inmediata de la muerte habían sido estos parches abrasivos, que provocaron un desorden urinario con micciones involuntarias, y luego dolorosas y por último ensangrentadas, hasta dejar la vejiga seca y pegada a la pelvis, como el doctor Révérend lo comprobó en la autopsia.
Gabriel García Márquez, “El general en su laberinto”. Ed. Oveja Negra, Bogotá: 1989.

Otra obra en la que se cita la cantárida es Violación de Chester Himes, relato situado en el París de los años 1950 en el que cuatro afroamericanos son acusados y condenados a cadena perpetua por violar y asesinar a una mujer estadounidense de clase alta y que había sido amante de uno de ellos. La mujer, se sabe desde el principio del relato, ha muerto por la ingesta abusiva de cantárida.

La autopsia reveló que la Sra. Hancock había tenido contactos sexuales en cuatro ocasiones al menos durante las doce horas que precedieron a su muerte. Fue imposible determinar si aquellos contactos sexuales habían sido con la misma persona o con personas diferentes. El análisis de sangre y las muestras tomadas de los órganos vitales mostraron una dosis mortal de polvo de cantárida, poderoso afrodisíaco conocido por el nombre de «mosca española». El afrodisíaco había sido administrado por vía oral. La autopsia no permitió establecer si el afrodisíaco había sido administrado a la fuerza o ingerido voluntariamente. Igualmente fue imposible establecer si había sido absorbido antes o después de los contactos sexuales.
Chester Himes, “A Case Of Rape”. Traducción: Lourdes Pérez González, Ediciones Júcar, Barcelona,1986.

La mosca española es una novela del autor valenciano Lorenzo Galiana Gallach en la que se narra un viaje a principios del siglo XIX gracias al que se establece una nueva ruta para el tráfico de la cantaridina, alcaloide que se extrae de la «cantárida» o «mosca española».
También en la novela Un faccioso más y algunos frailes menos de Benito Pérez Galdós (1879) se hace referencia a la cantárida:

El 27 [de septiembre de 1833] el Rey [ Fernando VII ] quiso levantarse de la cama; pero advirtió que sus extremidades no le obedecían. Estaba débil, tan débil que no se podía mover. Vinieron los médicos y le llenaron de cantáridas. La mano derecha se hinchó de tal modo que parecía una cabeza. Su Majestad notaba dentro de si un enorme volumen inexplicable, como si otro cuerpo entrase dentro de su cuerpo y le invadiese y ocupase poco a poco. Los dolores se apaciguaron, dejándole dormir con pesado y brumoso sueño. El 29 Su Majestad se encontró torpe para hablar, torpe para discurrir. Empezaba a reinar en él una indiferencia triste. Le pusieron cantáridas en la nuca. Con esto el Rey de España se reconoció otra vez Rey de España.